# اندیس سر تنگ
سر تنگ یک اندیس فلزی است که در حوالی شهر درپهن استان هرمزگان قرار دارد و مادهٔ معدنی موجود در آن، مس است.سنگ میزبان این اندیس آمیزه رنگین است و دیرینگی آن به دوران کرتاسه بالایی می‌رسد. در این اندیس، پاراژنز‌های مالاکیت ، آزوریت ، مگنتیت یافت می‌شوند.